# قصر لذت (فیلم تلویزیونی)
قصر لذت (انگلیسی: Pleasure Palace) یک تله‌فیلم آمریکایی است که در سال ۱۹۸۰ منتشر شد.

## بازیگران
- عمر شریف
- ویکتوریا پرینسیپال
- هوپ لانگ
- خوزه فرر
- جی دی کانن